# Altwiedermus
Altwiedermus ist ein Ortsteil der Gemeinde Ronneburg im hessischen Main-Kinzig-Kreis.

## Geographische Lage
Altwiedermus liegt im Ronneburger Hügelland an der rechten westlichen Seite des Fallbachs. Etwa 700 Meter nordöstlich der Ortsmitte erhebt sich jenseits des Fallbachs die Burg Ronneburg. Und etwa 600 Meter südöstlich der Ortsmitte, ebenfalls auf der anderen Seite des Baches, liegt der Nachbarort Neuwiedermuß. Beide Orte sind entlang der Hanauer Straße baulich zusammengewachsen. Am nördlichen Ortsrand von Altwiedermus treffen sich die Landesstraßen 3189 und 3193.

## Geschichte

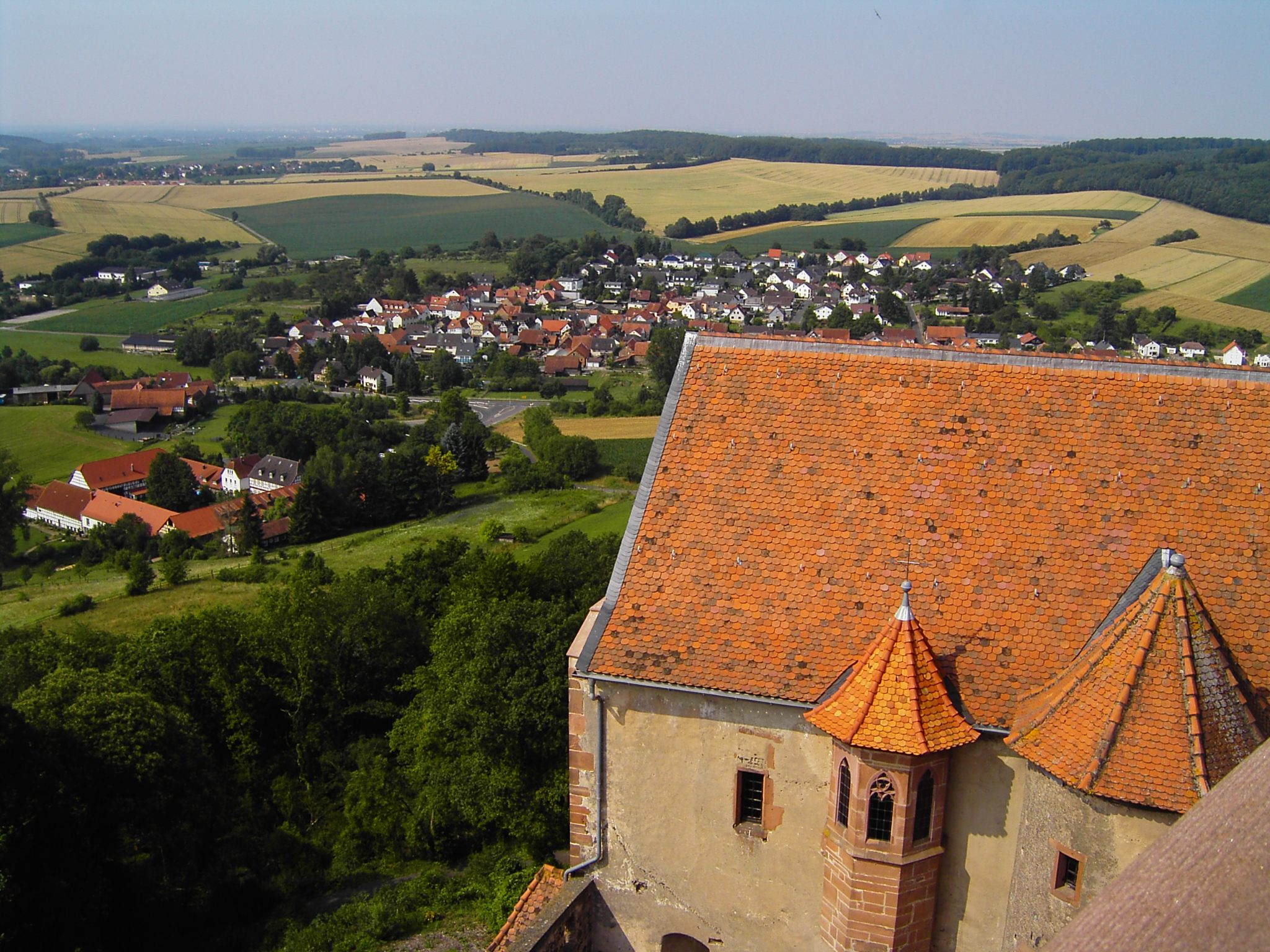
Blick auf Altwiedermus vom Bergfried der Ronneburg

Die Antsanvia, eine Altstraße, verlief über die Anhöhen zwischen Langen-Bergheim und Altwiedermus und weiter über Diebach am Haag und Herrnhaag. Der Ort wird im Jahre 1173 erstmals urkundlich erwähnt. Der Ortsname hatte verschiedene historische Formen: Wechtramis, Witteroms und Wyderamis.
1236 wurde eine Fliehburg, die heutige Burg Ronneburg, erwähnt.
Vom 18. Jahrhundert bis 1933 bestand im Ort eine jüdische Gemeinde.
Von 1874 bis 1972 gehörte Altwiedermus zum Landkreis Büdingen, der zum größten Teil im Wetteraukreis aufging. Damit gehörte es im 19. Jahrhundert zum Großherzogtum Hessen-Darmstadt. Deshalb wird der Ortsname mit einem »s« am Ende geschrieben, während Neuwiedermuß und Hüttengesäß, die seit dem Krieg von 1866 zu Preußen gehörten, mit dem preußischen »ß« geschrieben werden.
Kirchlich gehört Altwiedermus zu Eckartshausen.
Im Zuge der Gebietsreform in Hessen wurde Altwiedermus am 1. August 1972 kraft Landesgesetz in die Gemeinde Ronneburg im Landkreis Hanau eingegliedert. Am 1. Juli 1974 wechselte die Gemeinde Ronneburg mit den Landkreis Hanau in den Main-Kinzig-Kreis.

## Wirtschaft und Infrastruktur
- Altwiedermus verfügt über keinerlei Versorgungsinfrastruktur, wie etwa Bäcker, Metzger, Kneipen oder Restaurants.
- Einige Betriebe (mehrere Bäcker und Metzgereibetriebe, sowie ein „rollender Supermarkt“) versorgen die (meist älteren und weniger mobilen) Anwohner mit den entsprechenden Waren.
- In Altwiedermus sind dennoch Betriebe verschiedener Branchen angesiedelt. So z. B. ein Autohaus und eine freie Kfz-Werkstatt, weiterhin ein Betrieb für Feinmechanik, ein EDV-Service sowie ein Betrieb für Insektenschutzgitter.